# Accidents et incidents aériens impliquant une Caravelle
Les accidents et incidents aérien impliquant une Caravelle ont entraîné le retrait du service de 67 Caravelle pour destruction ou dommages irréparables et environ 1 300 morts en 45 ans d'exploitation commerciale. Ce sont généralement des défaillances techniques ou des erreurs humaines qui en sont responsables, et on recense un cas de  sabotage. Une collision en vol a causé deux morts en 1960 (la Caravelle a pu être réparée). Le taux d'accidents par million de vol est estimé à plus de 5,5, contre moins de 1 pour les avions de ligne les plus récents.
La première cellule détruite l'a été dans un accident qui a causé la mort des 42 personnes à bord, le 19 janvier 1960. Le 31 janvier 2001, un appareil de Líneas Aéreas Suramericanas a été détruit par le feu après avoir réalisé un atterrissage forcé, ce qui a fait trois morts et deux blessés, ne laissant qu'un seul passager indemne. Cet accident, attribué à une erreur humaine, a entraîné le retrait des Caravelle chez l'opérateur, qui était le dernier à utiliser l'avion en Amérique du Sud. Un incident a eu lieu en août 2004, entraînant la destruction de la Caravelle, mais ne faisant pas de morts. L'appareil détruit dans l'incident a été, à l'origine, considéré comme la dernière Caravelle active dans le monde. Toutefois, deux Caravelle étaient encore à cette époque actives chez Waltair, et l'une d'entre elles n'a été retirée que près d'un an plus tard.

## Liste des accidents et incidents
Le bilan en vies humaines est indiqué de la façon suivante : nombre total de tués / nombre total d'occupants + tués au sol.

### Années 1960
19 janvier 1960 : Caravelle I (no 14) [OY-KRB], Scandinavian Airlines - 42/42
En approche de l'aéroport d'Ankara-Esenboga, en Turquie, le vol SK871 s'écrase contre une colline après avoir amorcé sa procédure d'atterrissage. La raison pour laquelle l'appareil est descendu sous les minima n'a pas été élucidée.
19 mai 1960 : Caravelle IA (no 28) [F-OBNI], Air Algérie - 1/39 et 1/1
Collision en vol à Orly avec le Stampe SV-4C F-BDEV n° 601 qui volait de Chelles vers l'Aéroport de Toussus-le-Noble à 300 m d'altitude, verticale Noiseau. La Caravelle a une partie du toit arrachée et un réacteur hors service. Le pilote réussit à poser l'avion à Orly mais le Stampe s'écrase en tuant son pilote (R. Fabro). Une victime (M. F. Quévremont) ainsi que plusieurs blessés sont à déplorer dans la Caravelle. Il faut remarquer qu'à ce même instant le dirigeant soviétique Nikita Khrouchtchev, ayant torpillé la conférence de Paris sous prétexte de l'affaire de l'avion Lockheed U-2 abattu, quittait Orly plus tôt que prévu, entraînant un changement de piste ordonné par le contrôle aérien. Le 6 juin 1960, le propriétaire du Stampe, Joé Ampoulié, est invité à constater les dégâts subis par la Caravelle à Orly. Air Algérie lui réclame en effet 500 millions de francs de réparation,. L'appareil est réparé et remis en service comme Caravelle III en février 1961.
6 septembre 1961 : Caravelle III (no 15) [PP-VJD], Varig - 0/71
Le pilote, qui est en cours de conversion sur Caravelle III, touche terre violemment avant le seuil de la piste de l'aéroport de Brasilia. L'appareil est détruit par le feu.
12 septembre 1961 : Caravelle III (no 68) [F-BJTB], Air France - 77/77
Le vol 2005 parti de Paris-Orly s'écrase sur une colline à 9 kilomètres au sud sud-ouest de l'aéroport de Rabat-Salé, au Maroc. Selon la commission d'enquête, il est peu probable que l'accident résulte d'une panne mécanique. Par contre, il est possible qu'une erreur de lecture de l'altimètre de type Kollsman ait été commise ou qu'une erreur de 1 000 pieds (305 mètres) ait été commise dès la mise en descente de l'appareil.
3 juillet 1963 : Caravelle VI-N (no 127) [LV-HGY], Aerolineas Argentinas - 0/70
Heurte le sol durant l'approche finale à Córdoba, le pilote ratant sa procédure d'entrée dans le cheminement de vol aux instruments.
4 septembre 1963 : Caravelle III (no 147) [HB-ICV], Swissair - 80/80
S'écrase à Dürrenäsch, en Suisse, 9 minutes après son décollage de l'Aéroport de Zurich. Le vol SR306 a été victime d'un dramatique incendie qui s'est déclaré, peu après le décollage, dans la fosse du demi-train principal gauche. La cause probable de cet accident est attribuée à une surchauffe des freins durant une longue phase de roulage destinée à reconnaître de visu les conditions de visibilité par temps de brouillard. Dans cet avion il y avait un cinquième des habitants du village d'Humlikon.
6 septembre 1963 : Caravevlle VI-R (no 118) [PP-PDU], Panair do Brasil - 0
L'équipage de la Caravelle, qui effectue un vol entre Salvador et Recife, est contraint d'effectuer une manœuvre brutale pour éviter un autre trafic lors de son approche vers Recife-Guarapes. Il parvient à atterrir sans problème mais l'avion sera réformé à son retour aux ateliers de maintenance de la Panair pour cause de déformation structurelle.
17 avril 1964 : Caravelle III (no 23) [OD-AEM], Middle East Airlines - 49/49
Le vol 444 reliant Beyrouth à Dhahran s'écrase en mer à 18 kilomètres au sud de l'aéroport de Dhahran. Aucune panne mécanique n'est révélée par l'enquête. Plusieurs hypothèses ont été étudiées, dont des indications erronées provenant de l'altimètre à cause de la tempête de sable régnant sur la région.
15 février 1966 : Caravelle VI-N (no 30) [VT-DPP], Indian Airlines - 2/80
L'appareil reliant Calcutta à Delhi, en Inde, atterrit trop long sur la piste 28 par mauvaises conditions météo. L'appareil heurte un pilier en béton et prend feu, causant la mort de deux passagers sur les 80 occupants. Divers facteurs contribuent à l'accident, dont le manque d'information sur la véritable nature du brouillard régnant cette nuit-là, le manque de surveillance de l'altimètre et/ou son mauvais calage éventuel ainsi que l'utilisation des lampes d'atterrissage éblouissantes par temps de brouillard.
4 septembre 1966 : Caravelle VI-N (no 134) [VT-DSB], Indian Airlines - 4/4
L'appareil s'écrase contre une colline culminant à 800 pieds d'altitude lors d'un vol d'entraînement à Mumbai, en Inde. L'équipage de 4 personnes qui trouve la mort effectuait un circuit d'atterrissage en simulant une panne réacteur.
29 juin 1967 : Caravelle III (no 25) [HS-TGI], Thai Airways International - 24/80
Le vol 601 reliant Taipei à Hong Kong s'écrase en mer à 300 mètres de l'entrée de piste, causant la mort de 24 passagers sur les 80 occupants. L'appareil effectue une approche ILS sur la piste 31 par temps de forte pluie. Le commandant de bord ne respecte les procédures en laissant le pilote descendre sous l'altitude minimale de 415 pieds. Des courants descendants ont peut-être contribué à l'erreur de pilotage.
4 novembre 1967 : Caravelle 10B1R (no 202) [EC-BDD], Iberia - 37/37
Le vol 62 d'Iberia reliant Malaga à Londres-Heathrow s'écrase à Black Down Hill en causant la mort des 30 passagers et 7 membres d'équipage. L'appareil a poursuivi sa descente en deçà du niveau de vol 60 jusqu'au sol sans aucune raison apparente.
21 janvier 1968 : Caravelle III (no 30) [HS-TGL], Thai Airways International - 0 + 6/6
Loué auprès de SAS en remplacement de la Caravelle HS-TGI, l'appareil baptisé « Sri Chulalak » est heurté en plein vol par le Queen Air '02018' de l'armée thaïlandaise qui effectue des prises de vue au-dessus du district de Damnoensaduak. La Caravelle se pose sans problème mais l'appareil militaire s'écrase au sol
11 septembre 1968 : Caravelle III (no 244) [F-BOHB], Air France - 95/95
La Caravelle Ajaccio-Nice d'Air France est victime pendant sa descente d'un incendie déclenché à l'arrière de la cabine et d'une perte de contrôle. Elle s'écrase en mer au large d'Antibes tuant les 89 passagers et 6 membres d'équipage. Le rapport d'enquête, publié le 14 décembre 1972, indiquent que l'origine de l'incendie n'a pas pu être déterminée de façon certaine. Selon une autre théorie, l'avion aurait été victime du tir d'un missile lors d'essais ou de manœuvres militaires.
28 décembre 1968 :' Caravelle VI-N (no 157) [OD-AEF], Middle East Airlines - 0
8 appareils de la compagnie Middle East Airlines, 3 de LIA et 2 de TMA sont détruits au sol à Beyrouth par un commando israélien en représailles à l'attaque d'un Boeing d'El Al par deux jeunes palestiniens sur l'aéroport d'Athènes,.
9 juillet 1969 : Caravelle III (no 34) [HS-TGK], Thai Airways International - 0/75
Lors de l'approche sur l'aéroport de Bangkok, l'équipement ILS connait une défaillance. Poursuivant malgré tout l'approche sur le VOR, l'appareil heurte assez violemment la piste, le train d'atterrissage passant à travers les ailes.
26 juillet 1969 : Caravelle VI-N (no 73) [7T-VAK], Air Algérie - 33/37
L'appareil assurant la liaison entre Marseille et Hassi Messaoud s'écrase près de la ville de Biskra, en Algérie. Un feu s'est déclenché dans un compartiment électrique. L'appareil s'écrase en flammes en tentant un atterrissage d'urgence, causant la mort de 33 personnes mais laissant en vie pilote et copilote.
2 août 1969 : Caravelle VI-N (no 179) [I-DABF], Alitalia - 0/44
L'appareil effectue son approche à Marseille-Marignane 50 nœuds au-dessus de la vitesse Vref (Reference Landing Speed) et se pose trop long. Malgré son parachute de queue déployé, il finit sa course dans l'Étang de Berre, faisant deux blessés. Des traces de freinage ont été relevées sur près de 580 mètres. L'avion est jugé irréparable puis utilisé comme source de pièces détachées.
9 septembre 1969 : Caravelle III (no 61) [F-BHRY], Air France - 0/93
Incident au décollage à Marseille-Marignane à la suite d'une brutale inversion de vent. Après avoir appliqué la puissance maximale de décollage, l'avion atteint la vitesse de 160 km/h en 20 secondes puis la rotation est entreprise à 200 km/h. Il s'élève et atteint la vitesse de 220 km/h. Le train est rentré mais la vitesse affichée descend à 160 km/h, conduisant la Caravelle à se poser sur le ventre. Les 93 occupants sont indemnes. Un orage a provoqué l'apparition d'une importante inversion de vent en bout de piste qui n'a pas pu être détectée. L'avion est réparé puis remis en service,.

### Années 1970
1er avril 1970 : Caravelle III (no 32) [CN-CCV], Royal Air Maroc - 61/82
L'appareil de la liaison Agadir-Casablanca-Paris s'écrase près de Berrechid, au Maroc, lors de son approche vers Casablanca, causant la mort de 56 passagers et 5 membres d'équipage sur les 82 occupants. La perte de contrôle de l'appareil est intervenue à une altitude de 500 pieds.
4 janvier 1971 : Caravelle III (no 214) [F-BNKI], Air Inter - 0/0
L'appareil est endommagé à la suite d'un incendie à Paris-Orly, puis réformé
22 janvier 1971 : Caravelle III (no 145) [XU-JTA], Air Cambodge - 0/0
Appareil endommagé à la suite d'actions hostiles des Khmers rouges, à Phnom Penh.
21 novembre 1971 : Caravelle III (no 122) [B-1852], China Airlines - 25/25
L'appareil s'écrase en mer près de l'île Penghu lors d'un vol reliant Taipei à l'Aéroport international Kai Tak à Hong Kong. L'hypothèse d'une explosion par bombe est privilégiée. Parmi les 17 passagers et huit membres d'équipage tous décédés figurait l'Ambassadeur du Brésil en Chine Nationaliste,.
7 janvier 1972 : Caravelle VI-R (no 163) [EC-ATV], Iberia - 104/104
Le vol 602 s'écrase sur les flancs du Mont Sa Talaïa peu avant son atterrissage prévu à Ibiza, dans les Îles Baléares. Les 104 personnes présentes à bord (98 passagers et 6 membres d'équipage) sont tuées lors de cet accident imputé à une erreur de pilotage par temps de fort brouillard.
14 mars 1972 : Caravelle 10B3 (no 267) [OY-STL], Sterling Airways - 112/112
Le vol 296 amorce sa descente pour atterrir sur l'aéroport de Dubaï, à Kalba, dans les Émirats arabes unis, lorsqu'il heurte les flancs d'une colline située à environ 80 kilomètres de l'entrée de piste avec 112 personnes à son bord dont aucune ne survit. La cause probable de cet accident est due à une erreur de navigation, les pilotes se croyant plus près de l'aéroport qu'ils ne l'étaient en réalité, à cause d'informations incorrectes émanant d'un plan de vol dépassé ou d'une erreur du radar météo de bord
20 novembre 1972 : Caravelle III (no 191) [YU-AJG], JAT - Belgrade
L'appareil est endommagé à l'atterrissage à Belgrade. L'appareil est jugé irréparable.
5 mars 1973 : Caravelle 10B1R (no 228) [EC-BID], Aviaco - 3/3
L'appareil qui effectuait un vol de convoyage heurte la surface de la mer au large de Funchal, à Madère et sombre par 740 mètres de fond. L'épave n'étant pas récupérée, aucune cause n'est avancée pour expliquer cet accident qui couta la vie aux trois membres d'équipage.
1er juin 1973 : Caravelle VI-N (no 126) [PP-PDX], Cruzeiro - 23/23
Une remise de gaz est effectuée alors que l'appareil est à une altitude de 90 mètres en approche finale à São Luíz. Il prend une attitude nez-haut avant de décrocher et de s'écraser en virage à droite. L'enquête montre que le réacteur gauche ne délivrait aucune puissance au moment de l'impact.
3 juillet 1973 : Caravelle VI-N (no 128) [VT-DPO], Indian Airlines - 0/15
Atterrissage à Bombay à vitesse trop élevée causant la défaillance du train avant et un début d'incendie éteint au bout de 3 à 4 minutes.
14 juillet 1973 : Caravelle VI-R (no 98) [OY-SAN], Sterling Airways - 0
L'appareil est endommagé puis réformé après avoir heurté un obstacle à Stockholm.
13 août 1973 : Caravelle 10B1R (no 225) [EC-BIC], Aviaco - 85/85 + 1
L'appareil assurant le vol Aviaco 118 venant de Madrid s'écrase à l'atterrissage près de l'aéroport de La Corogne, en Espagne. En raison d'une mauvaise visibilité régnant autour de l'aéroport, le pilote effectuait sa troisième tentative en volant près du sol afin de garder le sol en vue, au mépris des règles de vol en vigueur en Espagne. L'appareil heurte des eucalyptus avant de s'écraser sur des maisons, entraînant dans la mort ses passagers et une personne au sol.
21 août 1973 : Caravelle III (no 20) [YV-C-AVI], Avensa - 0
Une aile touche la piste à l'atterrissage à Barquisimeto. La Caravelle est réformée.
11 septembre 1973 : Caravelle VI-N (no 151) [YU-AHD], JAT - 41/41
L'appareil reliant Skopje à Podgorica (ex-aéroport de Titograd) s'écrase contre le mont Babin Zub, dans les montagnes Maganik culminant à 6 300 pieds (1 920 mètres) alors qu'il descendait du niveau de vol 90 (environ 2 700 mètres) au niveau de vol 60 (1 830 mètres) en conditions de vol aux Instruments. Les 35 passagers et 6 membres d'équipage périssent dans cet accident.
23 septembre 1973 : Caravelle III (no 28) [7T-VAI], Air Algérie - 0
L'appareil est endommagé à l'atterrissage sur l'aéroport d'Alger.
29 septembre 1973 : Caravelle VI-R (no 171) [EC-BBR], Iberia - 0
Baptisé « Padillia », l'appareil est détruit en décembre 1973 à la suite d'un incendie déclaré dans un hangar à Madrid.
5 novembre 1973 : Caravelle VI-R (no 226) [EC-BIA], Iberia - 0
Prend feu au sol à Madrid.
22 décembre 1973 : Caravelle VI-N (no 69) [OO-SRD], Sobelair - 106/106
L'appareil opérant pour le compte de la Royal Air Maroc entre Paris et Casablanca, s'écrase sur les flancs de la montagne Mellaline lors de son approche finale à Tanger, au Maroc. La Caravelle approchait de Tanger lorsque le mauvais temps contraint les pilotes à rallonger leur approche sur la piste 28, trop vers l'est, ils entament alors un virage sans respecter les limites d'altitude qui leur sera fatal. L'accident fait 106 morts.
23 décembre 1973 : Caravelle VI-R (no 120) [PP-PDV], Cruzeiro - 0/58
L'appareil effectue une approche haute et rapide en piste 26, à Manaus. Il touche 848 mètres après le seuil, fait de l'hydroplanage et finit sa course en flammes.
25 janvier 1974 : Caravelle III (no 6) [OY-KRA], Scandinavian Airlines System - 0
La Caravelle est endommagée à l'atterrissage et n'est pas réparée, l'avion devant être retiré au cours de l'année.
15 mars 1974 : Caravelle 10B3 (no 266) [OY-STK], Sterling Airways - 15/96
Au roulage à Téhéran sur la piste 29L, le contrôle aérien demande à l'équipage de libérer la piste à cause de la présence d'un trafic en finale. Alors qu'il prend son virage à gauche à l'extrémité de la piste, le train droit s'efface, suivi par une fuite de carburant du réservoir qui entraîne un incendie tandis que la Caravelle glisse sur 90 mètres avant de s'arrêter.
22 mars 1974 : Caravelle III (no 258) [F-BSRY], Air Inter - 0
À Bastia, une explosion au sol dans le logement avant du train d'atterrissage cause d'importants dommages.
22 juin 1974 : Caravelle VI-R (no 96) [PH-TRH], Transavia Holland - 0
Accidentée au sol à Amsterdam, aux Pays-Bas, après avoir heurté une barrière anti-souffle avec l'aile gauche, aucune victime, appareil réformé puis mis au rebut.
17 juin 1975 : Caravelle VI-N (no 216) [VT-DVJ], Indian Airlines - 0/93
À Bombay, l'appareil touche la piste à trop grande vitesse et dépasse son extrémité. La piste venait tout juste d'être rouverte à la suite de l'incendie d'un Boeing 747 d'Air France.
28 août 1976 : Caravelle III (no 83) [F-BSGZ], Air France - 1/20
À Hô-Chi-Minh-Ville, un vietnamien prend en otage l'appareil qui s'apprête à rejoindre Bangkok. Il libère les passagers et l'équipage mais lance deux grenades alors que les autorités tentent de l'appréhender. Le pirate est tué et l'appareil subit des dommages irréparables.
12 octobre 1976 : Caravelle VI-N (no 213) [VT-DWN], Indian Airlines - 95/95
Incendie en vol peu après le décollage à Bombay, à la suite de la défaillance d'un disque de compresseur du réacteur droit. L'incendie s'est propagé par suite de la non-fermeture de l'alimentation en carburant vers ce réacteur.
9 décembre 1977 : Caravelle VI-N (no 192) [F-BYAU], Aerotour - 0
Défaillance du train d'atterrissage à Oujda, entraînant la réforme de l'appareil.
18 décembre 1977 : Caravelle 10B1R (no 200) [HB-ICK], SATA - 36/57
Le vol charter SATA 730 provenant de Genève s'écrase en mer à 4 kilomètres de l'aéroport de Funchal. L'accident est attribué à un manque de coordination de l'équipage ainsi qu'à une désorientation spatiale lors de la recherche visuelle de la piste.
2 mars 1978 : Caravelle 10B1R (no 201) [F-RAFH], GLAM - 0
Au cours d'un vol vers Lagos, la Caravelle transportant le ministre des Affaires étrangères, Louis de Guiringaud, subit une dépressurisation. Plusieurs personnes perdent connaissance dont le ministre et l'atterrissage est rendu difficile par des problèmes hydrauliques.
12 mars 1979 : Caravelle III (no 31) [F-BHRL], Air France - 0/41
Lors du roulage, à Francfort, l'appareil baptisé Dauphiné heurte une barrière et des feux d'obstacle. Le réservoir d'aile droite est fortement endommagé avec la perte de 500 kg de carburant.
20 juillet 1979 : Caravelle VI-R (no 140) [HK-1778], Aerotal Colombia - 0/57
Sortie de piste à Bogota, par suite du refus de sortie du train d'atterrissage gauche à la suite d'un problème hydraulique.
12 septembre 1979 : Caravelle VI-R (no 137) [HC-BFN], SAN Ecuador - 0
L'appareil est endommagé en Équateur, réformé, puis détruit.

### Années 1980
19 juin 1980 : Caravelle VI-R (no 95) [N905MW], Airborne Express - 0/4
La turbulence de sillage d'un Lockheed L-1011 TriStar entraîne un atterrissage dur sur la piste 26, à Atlanta. Le train gauche de la Caravelle s'efface et l'appareil s'immobilise 1 380 mètres après le seuil de la piste et 75 mètres à gauche de son axe. Un accident avec la grue cause des dégâts plus importants et l'appareil est réformé.
21 décembre 1980 : Caravelle VI-R (no 165) [HK-1810], Taxi Aereo des Cesar - 70/70
Peu après son décollage à Riohocha, le pilote signale des problèmes mécaniques à la suite d'une explosion survenue, d'après l'enquête, dans la partie droite de la soute centrale de l'appareil. Les experts ne se prononcent pas sur son caractère criminel ou accidentel. Cette caravelle assurait ce jour-là sa première liaison après 17 mois de maintenance.
29 avril 1983 : Caravelle VI-R (no 125) [HC-BAT], SAN Ecuador - 8/100
Le vol 832 de la compagnie SAN Ecuador (Servicios Aéreos Nacionales) à destination de Quito s'écrase peu après son décollage de l'aéroport de Guayaquil, Équateur. L'un des deux réacteurs ayant été coupé peu après la rotation, l'appareil décroche après une perte de puissance sur le second et s'écrase sur du sol meuble en provoquant la mort de 8 personnes sur les 100 occupants. L'avion sortant de révision avait effectué un vol d'essai la veille par le même pilote qui avait pourtant signalé que l'avion « répondait mal ».
2 juillet 1983 : Caravelle III (no 54) [F-BHRS], Altair Linee Aeree - 0/89
À Milan, défaillance d'un disque du 14e étage du réacteur droit entraînant l'interruption du décollage à une vitesse de 80 nœuds. Malgré l'intervention des pompiers de l'aéroport, l'arrière droit du fuselage est endommagé et l'appareil réformé sur place.
8 octobre 1985 : Caravelle VI-N (no 74) [9Q-CMD], African Air Charter - 0
L'appareil glisse sur le ventre après l'effacement de son train d'atterrissage gauche sur la piste de Mbuji Mayi, au Zaïre. L'appareil finit sa course sur un parking à 20 m d'un hélicoptère Dauphin de Héli-Union. De l’autre côté du terrain, l’équipage d’un SA 330 Puma de la force aérienne zaïroise essaye de décoller mais le train avant n’était pas verrouillé et l’hélicoptère culbute, prend feu, tuant ses deux pilotes,.
18 janvier 1986 : Caravelle III (no 40) [HC-BAE], Aerovias Guatemala - 87/87
Au départ de Guatemala City, l'appareil opérant pour la compagnie Aerovias Guatemala (loué auprès de la SAETA) s'écrase à 8 kilomètres de Flores-aéroport Santa Elena, à environ 250 kilomètres au nord-ouest de la capitale guatémaltèque, entraînant dans la mort ses 81 passagers et 6 membres d'équipage. L'appareil effectuait sa deuxième approche en présence d'une épaisse couche nuageuse.
6 août 1986 : Caravelle III (no 50) [5N-AWK], Kabo Air - 0
L'appareil baptisé « Queen Amani » dépasse l'extrémité de la piste à l'atterrissage, à Calabar.
27 novembre 1986 : Caravelle 11R (no 261) [HK-2850X], Aerosucre Colombia - 0/5
À Arauca, le décollage est interrompu après que l'équipage a ressenti une rigidité dans la commande de profondeur. L'appareil dépasse l'extrémité de la piste et finit sa course dans un fossé de drainage.
6 janvier 1987 : Caravelle 10B1R (no 263) [SE-DEC], Transwede - 0/27
À Stockholm, par suite de problèmes de commande de vol et d'accumulation de glace sur le stabilisateur, la Caravelle touche violemment la piste avec le train avant qui cède, glisse sur la piste et prend feu.
26 avril 1989 : Caravelle 11R (no 215) [HK-3325X], Aerosucre Colombia- 5/5 + 2
Après le décollage de Barranquilla, le fret embarqué à bord se déplace, entraînant une modification du centre de gravité de l'appareil puis sa chute sur des habitations.

### Années 1990 et 2000
29 septembre 1991 : Caravelle 11R (no 219) [HK-3288X], Aerosucre Colombia - 0/3
À Bogota, le train d'atterrissage principal s'efface durant le décollage ou l'atterrissage, entraînant la sortie de piste de l'appareil transportant du fret.
6 mai 1993 : Caravelle 10B3 (no 182) [HK-3835X], SERCA Colombia - 0/4
Atterrissage dur à Cayenne-Rochambeau, entraînant l'effacement du train. Le fuselage se brise en avant et en arrière de l'aile.
15 mars 1994 : Caravelle 10B3 (no 265) [HK-3855], SEC Colombia - 0/6
Après l'éclatement d'un pneu au décollage, l'appareil reste dans le circuit de l'aéroport pendant 2 heures pour s'alléger en carburant. Il atterrit ensuite sur la piste de Bogota mais, voyant que le dépassement de l'extrémité de piste est inévitable, l'équipage rentre le train. La Caravelle glisse, passe l'extrémité et traverse un fossé avant de s'arrêter 100 mètres plus loin. L'appareil transporte 70 caisses de dynamite.
4 novembre 1995 : Caravelle 10B3 (no 184) [HK-3962X], Aerogolfo - 0
Détruite au Mexique par la Police Fédérale Mexicaine, la caravelle transportait de la cocaïne.
14 avril 2000 : Caravelle III (no 105) [9Q-CZZ], Armée de l'Air Congolaise - 0
La dernière Caravelle III en service est détruite lors d'un incendie sur l'aéroport de Kinshasa qui détruit également un Boeing 707, deux Canadair CL-44 et un Antonov An-28. Un autre Caravelle, la no 169, qui vient de se poser, échappe de peu à cet accident.
31 janvier 2001 : Caravelle 10B1R (no 201) [HK-3932X], Líneas Aéreas Suramericanas - 3/6
L'appareil opérant un vol cargo entre Bogota et Mitú via Yopal, s'écrase à environ 8 kilomètres de l'aéroport d'El Yopal, en Colombie, faisant 3 morts parmi les 6 occupants. En tentant d'atterrir à Mitú, le train d'atterrissage heurte le sol peu avant le seuil de la piste. L'équipage effectue une remise de gaz et retourne vers Yopal. Durant le trajet, un réacteur doit être arrêté pour cause de baisse de pression d'huile. Deux passages effectués près de la tour de contrôle montrent qu'une partie du train gauche est manquant. Alors que l'appareil se positionne en longue finale pour l'atterrissage, il heurte le sol et s'écrase dans une prairie avant de prendre feu. Sa cargaison consistait en 14 barils de 55 gallons (208 litres) d'essence.
27 août 2004 : Caravelle 11R (no 251) [3D-KIK], Waltair/TAC Air Service - 0/8
L'appareil qui doit atterrir à Goma, au Congo-Kinshasa (RDC), se pose sur la piste trop courte de Gisenyi, au Rwanda, et s'accidente.